# Agriades rufina
Agriades rufina är en fjärilsart som beskrevs av Charles Oberthür 1894. Agriades rufina ingår i släktet Agriades och familjen juvelvingar. Inga underarter finns listade i Catalogue of Life.